# 细柄水竹叶
细柄水竹叶（学名：Murdannia vaginata）是鸭跖草科水竹叶属的植物。分布于斯里兰卡、印度、泰国、菲律宾、越南以及中国大陆的香港、海南、广西、广东、江苏等地，多生长于海岸砂地，目前尚未由人工引种栽培。

## 别名
鞘苞网籽草（植物分类学报）

## 异名
- Dictyospermum vaginatum (L.) Hong